# Antirhodos
Antirhodos (Antirrhodos ou Anti Rhodes) était une île dans le port oriental d'Alexandrie, en Égypte, sur laquelle un palais égyptien ptolémaïque était situé. L'île est occupée jusqu'aux règnes de Septime Sévère et de Caracalla, et elle disparaît probablement au IVe siècle, à la suite de tremblements de terre et d'un tsunami consécutifs au séisme du 21 juillet 365 en Crète. Elle se trouve désormais sous l'eau, près du front de mer de l'Alexandrie moderne, à une profondeur d'environ cinq mètres.
Des géographes et des historiens grecs ont laissé quelques mentions de cette île. Strabon décrit une maison royale sur Antirhodos en 27 av. J.-C. et affirme que le nom de l'île (« contre-Rhodes ») dérive de sa rivalité avec l'île de Rhodes. Antirhodos fait alors partie de l'ancien port royal d'Alexandrie, appelé Portus Magnus, qui comprend également des parties de la péninsule de Lochias à l'est et l'île du Phare d'Alexandrie à l'ouest. Le Portus Magnus est abandonné et laissé à l'état de baie ouverte après un tremblement de terre au VIIIe siècle.

## Redécouverte
En 1996, des fouilles archéologiques sous-marines menées dans le port d'Alexandrie par Franck Goddio permettent de localiser l'île et de découvrir qu'elle se trouvait du côté opposé du port par rapport à celui où Strabon l'avait placée. Les fouilles montrent que l'île a été occupée avant la fondation d'Alexandrie et qu'elle a été entièrement nivelée et aménagée pour la construction de bâtiments vers 250 av. J.-C..
L'île est petite (environ 500 hectares) et entièrement pavée, avec trois branches orientées dans des directions différentes. La branche principale mesure 300 mètres de long et possède une esplanade qui fait face au site du temple du Césaréum à terre.
Sur cette esplanade, Goddio découvre les vestiges d'un palais relativement modeste (90 × 30 mètres), au sol en marbre, datant du IIIe siècle av. J.-C., qui aurait été ensuite le quartier royal de Cléopâtre. Sur une autre branche étroite de l'île se trouve un petit temple d'Isis où se tient, à son entrée, une statue de granit grandeur nature représentant un prêtre égyptien d'Isis, le crâne rasé, portant une jarre surmontée d'une image d'Osiris. Une paire de sphinx en granit flanquent la statue, dont l'un a pour tête un portrait de Ptolémée XII, le père de Cléopâtre.
Entre les branches du côté est de l'île se trouve un petit port avec des quais. On y a retrouvé une série de soixante colonnes, chacune d'un mètre de diamètre et de sept mètres de longueur, en granit rouge égyptien, surmontées d'une couronne décorée. Des peintures anciennes font penser que cette colonnade faisait office de porte d'entrée cérémonielle de l'île. L'épave d'un navire romain de trente mètres de long, datant du Ier siècle av. J.-C. ou du Ier siècle, est également identifiée à proximité du port. Les traces d'un trou dans la coque du navire suggèrent qu'il aurait pu couler après avoir été percuté par un autre bateau.
Le site du palais inachevé de Marc Antoine, le Timonium, est également localisé, en face d'Antirhodos, sur la péninsule de Poseidium. D'autres découvertes comprennent une tête de pierre colossale que l'on pense être celle du fils de Cléopâtre, Césarion, et un énorme bloc de quartzite avec le relief gravé d'un pharaon et une inscription indiquant qu'il représente Séthi Ier, père de Ramsès II. Certains des objets pharaoniques présents sur le site ont été apportés d'Héliopolis sur ordre des rois ptolémaïques et réutilisés pour construire leurs bâtiments. Les vestiges de l'île ne semblent pas dater d'une période postérieure à la période ptolémaïque, ce qui suggère que le palais a peut-être été abandonné peu après la mort de Cléopâtre et l'intégration de l'Égypte dans l'Empire romain.

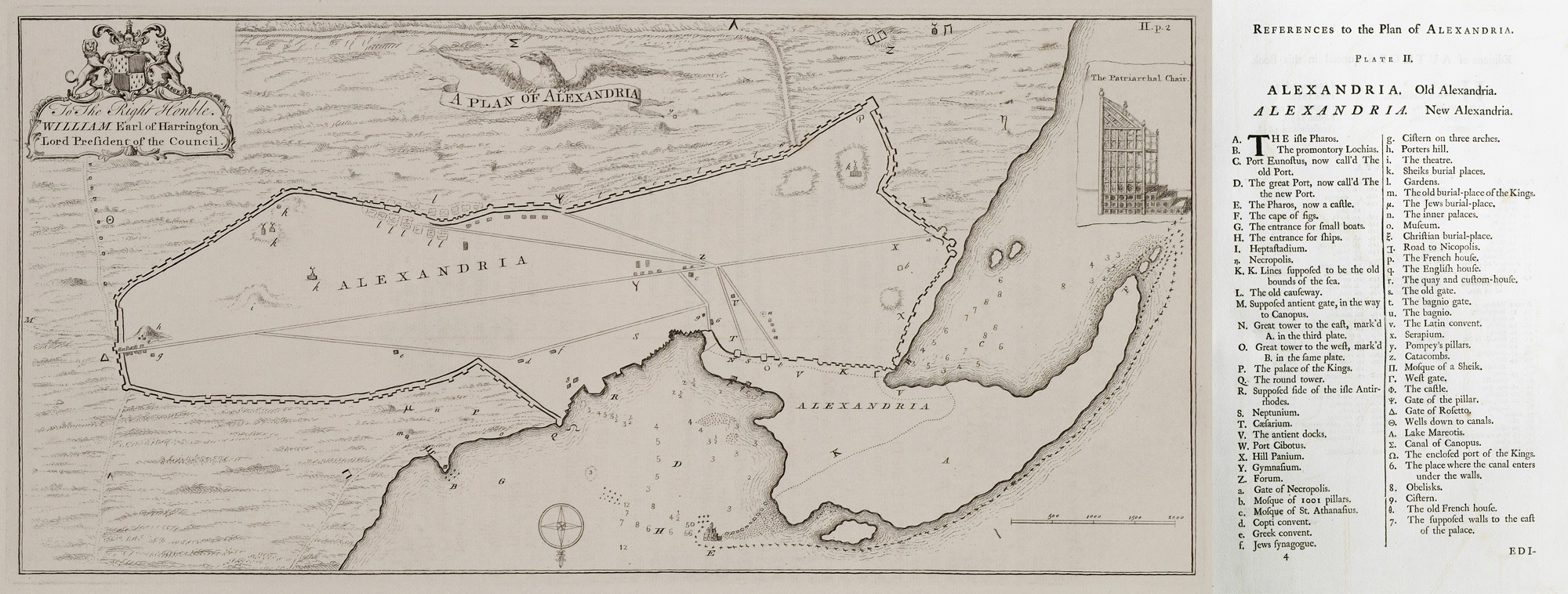
Carte d'Alexandrie de 1743 montrant au point « R. Le site supposé de l'île d'Antirrhodes ».
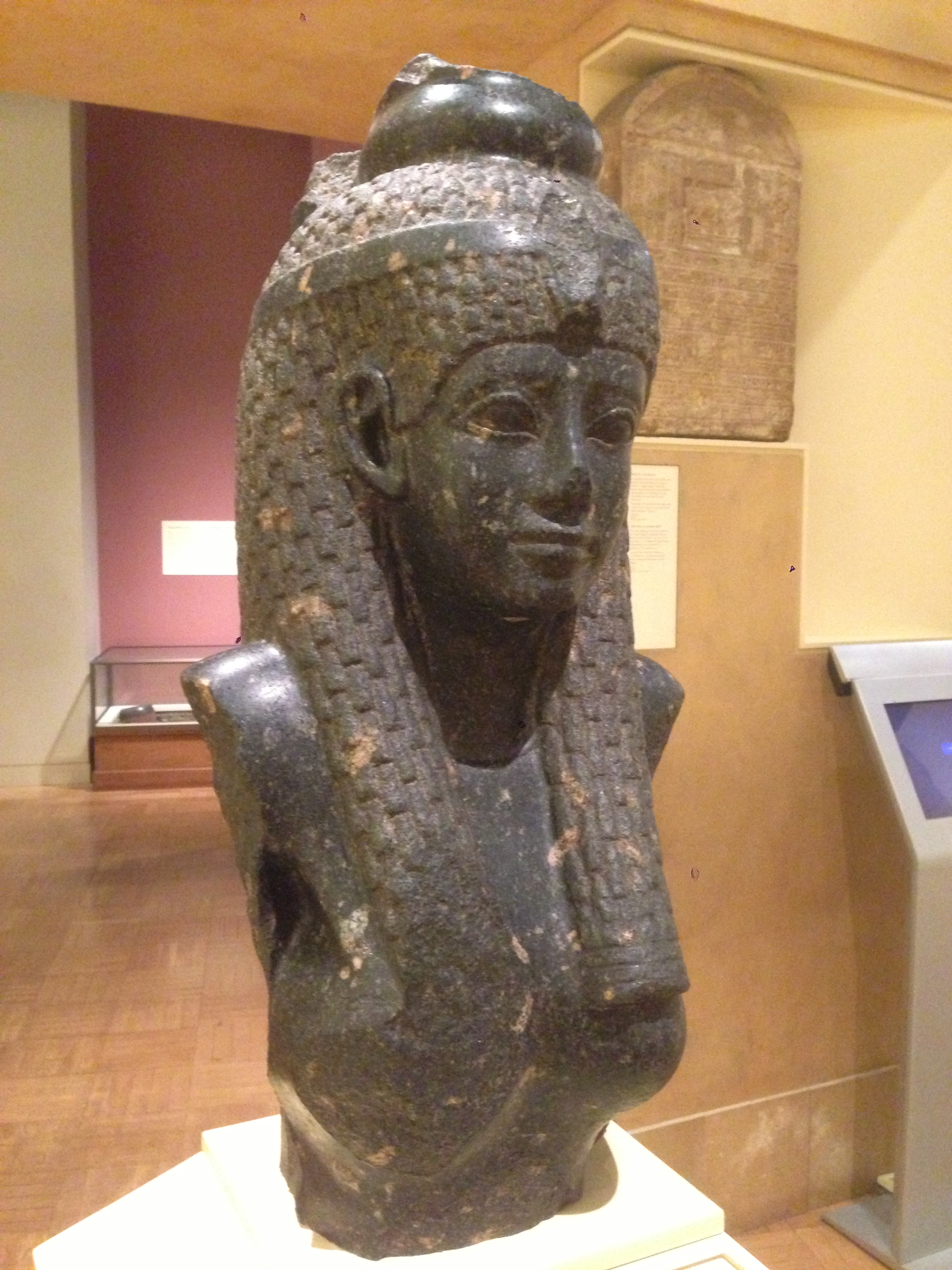
Buste de Cléopâtre, actuellement exposé au Musée royal de l'Ontario, à Toronto. Il aurait été découvert au palais royal d'Antirhodos.
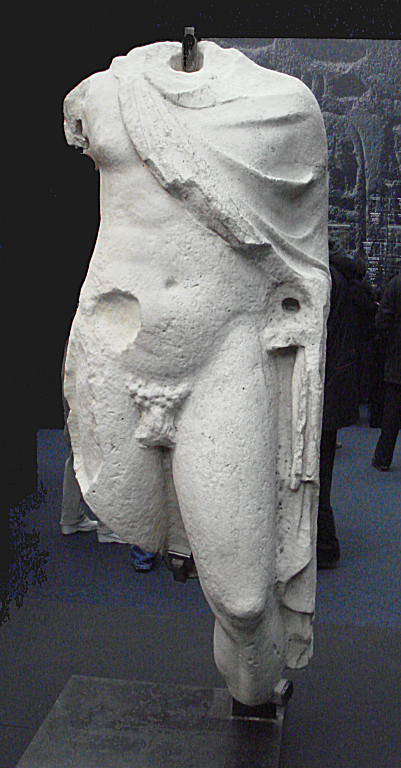
Torse d'Hermès en marbre blanc. découvert, sur la branche sud de l'île d'Antirhodos.